# Erich Paul Riesenfeld
Erich Paul Riesenfeld (* 11. Januar 1885 in Brieg, Provinz Schlesien; † 1943 in Sobibór) war ein deutscher Architekt und Architekturhistoriker.

## Leben
Riesenfeld war Sohn des Sanitätsrats Dr. Emanuel Riesenfeld (1847–1908) und seiner Ehefrau Pauline, geb. Hamburger, (1850–1935). Sein Bruder war der Chemiker Ernst Hermann Riesenfeld (1877–1957). Die Familie zog später nach Breslau. Er studierte Architektur mit dem Abschluss Dipl.-Ing., arbeitete als Architekt im Staatsdienst und brachte es zum Rang eines Regierungsbaurates.
Am 12. August 1909 wurde er Mitglied des Architekten- und Ingenieurvereins zu Berlin.
1912 wurde er mit einer grundlegenden Arbeit zum Werk des Architekten Friedrich Wilhelm von Erdmannsdorff an der Technischen Hochschule Berlin bei Richard Borrmann zum Dr.-Ing. promoviert.
Im Ersten Weltkrieg war er 1915 Vorstand des mobilen Militärbauamtes in Brüssel und erhielt das Eiserne Kreuz 2. Klasse. Nach dem Krieg war er Mitglied des Vorstands der 1921 gegründeten Continentale Bau-Aktiengesellschaft in Berlin. Im Dezember 1934 wurde die Gesellschaft aufgelöst und Riesenfeld Liquidator. Er lebte in dieser Zeit in Neubabelsberg.
Mit Datum vom 31. Dezember 1935 wurde er „als Unbekannter“ aus der Mitgliederliste des Architekten- und Ingenieurvereins zu Berlin gestrichen, letzte dort bekannte Adresse war Berlin W 1, Rüsternalle 20. Zuletzt wird er im Berliner Adressbuch von 1937 genannt mit dem Wohnsitz Berlin W 15, Kaiserallee 22.
Riesenfeld wurde ein Opfer der nationalsozialistischen Judenverfolgung und musste nach Frankreich emigrieren. Am 4. März 1943 wurde er vom Sammellager Drancy mit dem Konvoi Nr. 50 in das Vernichtungslager Sobibor deportiert und umgebracht.

## Veröffentlichungen
- Das alte Anatomiegebäude der Königlichen Tierärztlichen Hochschule in Berlin. In: Zeitschrift für Bauwesen. Nr. 10, 1911, Sp. 537–550 (zlb.de – Tafel 63).
- Erdmannsdorff. Der Baumeister des Herzogs Leopold Friedrich Franz von Anhalt-Dessau. B. Cassirer, Berlin 1913.
  - Teildruck der S. 41–84 als Dissertation: F. W. von Erdmannsdorff und seine Bauten. Dissertation, Technische Universität Berlin 1912 [1913].
- Das Schloss zu Wörlitz. In: Kunst und Künstler, 11, 1913, S. 110–118 (Digitalisat).
- Erdmannsdorff, Friedrich Wilhelm von. In: Ulrich Thieme (Hrsg.): Allgemeines Lexikon der Bildenden Künstler von der Antike bis zur Gegenwart. Begründet von Ulrich Thieme und Felix Becker. Band 10: Dubolon–Erlwein. E. A. Seemann, Leipzig 1914, S. 593 (Textarchiv – Internet Archive).
- Das Grabmal des Theoderich in Ravenna. In: Deutsche Bauzeitung, 52, 1918, S. 121–124. 126–127 (Digitalisat).
- Die Entwicklung der Getreidesilos in Deutschland. In: Der Industriebau, 1919, S. 169–172.
- Continentale Bau-Aktiengesellschaft, Berlin. In: Der deutsche Wohnungsbau. Verhandlungen und Berichte des Unterausschusses für Gewerbe: Industrie, Handel und Handwerk (III. Unterausschuß). Berlin 1931, S. 487–490.